# ثيودور كار
ثيودور كار (بالإنجليزية: Theodore Carr)‏ هو سياسي بريطاني (وحمل سابقاً جنسية المملكة المتحدة لبريطانيا العظمى وأيرلندا)، ولد في 30 يوليو 1866، وتوفي في 31 يناير 1931. حزبياً، نشط في الحزب الليبرالي. في الانتخابات العمومية البريطانية 1918 ‏، انتخب عضو برلمان المملكة المتحدة الـ31 عن دائرة كارلايل (14 ديسمبر 1918 – 26 أكتوبر 1922).